# Chìa vôi Mê Kông
Chìa vôi Mê Kông (danh pháp khoa học: Motacilla samveasnae) là một loài chim thuộc họ Chìa vôi (Motacillidae).. Danh pháp của loài được đặt tên theo nhà điểu học Campuchia Sam Veasna. Loài này sinh sản ở Campuchia, Lào. Đây là loài đến Thái Lan nhưng không sinh sản ở đó và cũng hiện diện ở Việt Nam.